# Challenger de Cali 2017
El torneo Seguros Bolívar Open Cali 2017 es un torneo profesional de tenis. Pertenece al ATP Challenger Series 2017. Se disputará su 10.ª edición sobre superficie Tierra batida, en Cali, Colombia entre el 16 al 21 de octubre de 2017.

## Jugadores participantes del cuadro de individuales
| Favorito | País                               | Jugador            | Rank1 | Posición en el torneo |
| -------- | ---------------------------------- | ------------------ | ----- | --------------------- |
| 1        | Bandera de Argentina               | Horacio Zeballos   | 67    | Primera ronda         |
| 2        | Bandera de Argentina               | Federico Delbonis  | 70    | CAMPEÓN               |
| 3        | Bandera de la República Dominicana | Víctor Estrella    | 78    | Primera ronda         |
| 4        | Bandera de España                  | Roberto Carballés  | 103   | Cuartos de final      |
| 5        | Bandera de Austria                 | Gerald Melzer      | 156   | Semifinales           |
| 6        | Bandera de Eslovaquia              | Jozef Kovalík      | 167   | Primera ronda         |
| 7        | Bandera de España                  | Ricardo Ojeda Lara | 171   | Segunda ronda         |
| 8        | Bandera de Eslovaquia              | Andrej Martin      | 177   | Semifinales           |

- 1 Se ha tomado en cuenta el ranking del 9 de octubre de 2017.

### Otros participantes
Los siguientes jugadores recibieron una invitación (wild card), por lo tanto ingresan directamente al cuadro principal (WC):
- Charles Force
- Alejandro González
- Cristian Rodríguez
- Luis Valero

Los siguientes jugadores ingresan al cuadro principal tras disputar el cuadro clasificatorio (Q):
- Gonzalo Lama
- Juan Ignacio Londero
- Daniel Muñoz de la Nava
- Mario Vilella Martínez

## Campeones

### Individual Masculino
- Federico Delbonis derrotó en la final a  Guilherme Clezar, 7–6, 7–5

### Dobles Masculino
- Marcelo Arévalo /  Miguel Ángel Reyes Varela derrotaron en la final a  Sergio Galdós /  Fabricio Neis, 6–3, 6–4